# Nāḩiyat Markaz Ḩamāh
Nāḩiyat Markaz Ḩamāh (arabiska: ناحية مركز حماة) är ett subdistrikt i Syrien.   Det ligger i provinsen Hamah, i den centrala delen av landet, 180 km norr om huvudstaden Damaskus.
Trakten runt Nāḩiyat Markaz Ḩamāh består till största delen av jordbruksmark. Runt Nāḩiyat Markaz Ḩamāh är det tätbefolkat, med 383 invånare per kvadratkilometer.